# Дева (знак зодиака)
Дева (лат. Virgo) — шестой знак зодиака, соответствующий сектору эклиптики от 150° до 180°, считая от точки весеннего равноденствия; мутабельный знак тригона Земля.
В западной астрологии считается, что Солнце находится в знаке Девы приблизительно с 23 августа по 22 сентября. Не следует путать знак Девы с созвездием Девы, в котором Солнце находится с 16 сентября по 30 октября.
Правящая планета Девы — Меркурий.
Знаком Девы управляет Меркурий, здесь в экзальтации также Меркурий, в изгнании Юпитер и в падении Венера.

## Происхождение
В большинстве мифов Дева изображается как непорочная дева, ассоциируемая с пшеницей. В греческой и римской мифологии Дева связана с Деметрой, греческой богиней плодородия, или её дочерью Персефоной, богиней царства мёртвых.

### Символ
Символ Девы ♍ (может не отображаться в некоторых браузерах) в Юникоде находится под десятичным номером 9805 или шестнадцатеричным номером 264D и может быть введён в HTML-код как &#9805; или &#x264D;.

## На монетах
- Российская монета «Дева»
- Российская монета «Дева»
- Белорусская монета «Дева», аверс
- Белорусская монета «Дева», реверс
- Армянская серебряная монета «Дева»
- Армянская золотая монета «Дева»